# Atrema (animal)
Atrema es un género de ácaros perteneciente a la familia Diarthrophallidae.

## Especies
- Atrema R. O. Schuster & F. M. Summers, 1978
  - Atrema crassa Schuster & Summers, 1978
  - Atrema nasica Schuster & Summers, 1978
  - Atrema parvula Schuster & Summers, 1978